# Vube Haile Marjam
Vube Haile Marjam (oko 1799. – Magdala, 1859.), bio je etiopski dejazmač Pokrajine Tigraj od 1831. do 1855. u Etiopiji. 
Vube Haile Marjam bio je jedan od najmoćnijih raseva za razdoblja znanog kao Zemene Mesafint (Doba prinčeva).

## Životopis
Rođen je u obitelji moćnog dejazmača Pokrajine Semien Haile Marjama Gabre i njegove prve žene voizero (princeze) Mintaj. Oko 1826. godine nasljeđuje oca na mjestu upravitelja Pokrajine Semien (1826. – 1855.) Proslavio se je kad je pomogao u hvatanju i smaknuću dejazmača Sabagadisa, za što je nagrađen titulom dejazmača (upravitelja) vrlo važne pokrajine Pokrajine Tigraj.
Vube Haile Marjam ostat će upamćen u etiopskoj povjesti kao najveći rival moćnog ras Alija II. od Bedžemdera dejazmača oromskih plemena i stvarnog vladara Etiopije za vladavine Ivana III. koji je bio samo marioneta u njegovim rukama. 
Oni su se međusobno sukobili kod Debre Tabora 1842. s gotovo podjednakim snagama od oko 30,000 ljudi. Pirova pobjeda na kraju je pripala rasu Aliju II. od Bedžemdera. Oslabljeni ras Ali uskoro je čak pet puta pobjeđen od Kasaja Haila Georgisa. Na kraju se Kasaj Haile Georgis budući etiopski car Tevodros II., okrenuo i protiv Vube Haile Marjama te je pobijedio u Bitci kod Daraske 8. veljače 1855. Istog dana ga je utamničio u svojoj planinskoj utvrdi Magdala gdje je najvjerojatnije ubijen 1859.
Vube Haile Marjam imao je sa svoje tri žene; voizero Jevork Veha, voizero Dinkinaš, voizero Lekijaja šest sinova i četiri kćeri.

## Vanjske poveznice
- Ethiopia, Tigray genealogy (engl.)